# Aleksandr Sjeller
Aleksandr Konstantinovitj Sjeller (ryska: Александр Константинович Шеллер), född 11 augusti (gamla stilen: 30 juli) 1838 i Sankt Petersburg, död där 4 december (gamla stilen: 21 november) 1900, var en rysk författare, känd under pseudonymen A. Michajlov.
Sjeller inledde sin offentliga verksamhet som lärare, men övergick efter skolans stängning 1863 till litteraturen och företog en resa till Frankrike för att studera arbetsförhållandena där. I tidskriften "Sovremennik" publicerades 1863 hans sociala roman Gnilyja bolota (Ruttna träsk) och 1884 den halvt självbiografiska romanen Zjizn Sjupova. År 1877 övertog han redaktörskapet för tidskriften "Zjivopisnoje obozrenie", i vilken han skrev en mängd berättelser och sociologiska studier. Dessutom översatte han åtskilligt av den tyska och engelska poesin. Som skönlitterär författare var han ojämn och schablonmässig, men typisk för 1860-talets sociala framstegssträvanden i Ryssland. Hans samlade verk utgavs 1895 i femton delar.